# Luck and Strange
Luck and Strange è il quinto  album in studio del cantautore britannico David Gilmour, pubblicato il 6 settembre 2024 dalla Sony Music.

## Antefatti e descrizione
L'album è stato prodotto da David Gilmour e Charlie Andrew con testi di Polly Samson, incentrati su riflessioni sulla vecchiaia e sulla morte, argomenti affrontati dalla famiglia Gilmour a partire dal lockdown dovuto alla pandemia di COVID-19.
Registrato negli studi Medina Studio e British Grove Studios di Londra, il disco si avvale del contributo di musicisti quali Guy Pratt e Tom Herbert al basso, Adam Betts, Steve Gadd e Steve DiStanislao alla batteria, Rob Gentry e Roger Eno alle tastiere.
Il brano Yes, I Have Ghosts era uscito come singolo nel 2020 ed è stato incluso come traccia bonus nell'edizione CD; l'altra traccia bonus è una lunga jam dell'omonimo brano Luck and Strange, sottotitolata Original Barn Jam. Le due canzoni compaiono anche nel formato Blu-ray, con due versioni orchestrali dei brani  A Single Spark e Scattered. 
La canzone Between Two Points è una cover del brano originale del duo britannico Montgolfier Brothers.
Luck and Strange è il primo album di inediti pubblicato a distanza di quasi nove anni dall'album Rattle That Lock e presenta tastiere incise nel 2007 dal tastierista dei Pink Floyd, Richard Wright, morto nel 2008. Le tastiere sarebbero tra le ultime registrate dal tastierista prima della sua scomparsa, durante una jam a casa di Gilmour.

## Promozione
Gilmour ha promosso Luck and Strange con una serie di concerti, nell'ordine, al Circo Massimo di Roma, la Royal Albert Hall di Londra, l'Intuit Dome e l'Hollywood Bowl di Los Angeles e il Madison Square Garden di New York. Il tour è stato anticipato da due concerti di prova al Brighton Centre.
Il tour è iniziato il 27 settembre 2024 e si è concluso il 10 novembre successivo.

## Tracce

### CD
1. Black Cat – 1:16
2. Luck and Strange – 6:54
3. The Piper's Call – 5:15
4. A Single Spark – 6:02
5. Vita Brevis – 0:46
6. Between Two Points (feat. Romany Gilmour) – 5:46
7. Dark and Velvet Nights – 4:41
8. Sings – 5:15
9. Scattered – 7:26

Tracce bonus
1. Yes, I Have Ghosts (feat. Romany Gilmour) – 3:50
2. Luck And Strange (Original Barn Jam) – 13:59

### BD
1. Black Cat – 1:16
2. Luck and Strange – 6:54
3. The Piper's Call – 5:15
4. A Single Spark – 6:02
5. Vita Brevis – 0:46
6. Between Two Points (feat. Romany Gilmour) – 5:46
7. Dark and Velvet Nights – 4:41
8. Sings – 5:15
9. Scattered – 7:26
10. Yes, I Have Ghosts (feat. Romany Gilmour) – 3:50
11. Luck And Strange (Original Barn Jam) – 13:59
12. A Single Spark (Orchestral) – 5:49
13. Scattered (Orchestral) – 7:36

## Formazione
Musicisti
- David Gilmour – chitarra, piano, voce, cori, ukulele, basso Höfner, organo Farfisa, tastiere, organo Hammond, basso, piano Leslie
- Richard Wright – piano elettrico, organo Hammond
- Romany Gilmour – voce, cori, arpa
- Gabriel Gilmour – cori
- Rob Gentry – tastiere, pianoforte, organo
- Roger Eno – pianoforte
- Guy Pratt – basso
- Adam Betts – percussioni, batteria
- Steve DiStanislao – batteria
- Steve Gadd – batteria, percussioni
- Tom Herbert – basso
- Edmund Aldhous – organo, direttore orchestra Ely Cathedral
- Ely Cathedral Choir – cori
- Angel Studios Choir - cori
- Angel Studios Orchestra

Produzione
- David Gilmour – produzione, missaggio
- Charlie Andrew – produzione, missaggio
- Matt Glasbey – missaggio, engineering
- Dick Beetham – mastering
- Damon Iddins – engineering
- Andy Jackson – produzione
- Luie Stylianou – produzione
- Will Gardner – arrangiamenti

## Classifiche

### Classifiche settimanali
| Classifica (2024) | Posizione massima |
| ----------------- | ----------------- |
| Australia         | 6                 |
| Austria           | 1                 |
| Belgio (Fiandre)  | 1                 |
| Belgio (Vallonia) | 2                 |
| Canada            | 14                |
| Danimarca         | 5                 |
| Finlandia         | 8                 |
| Francia           | 2                 |
| Germania          | 1                 |
| Irlanda           | 9                 |
| Italia            | 2                 |
| Norvegia          | 5                 |
| Nuova Zelanda     | 10                |
| Paesi Bassi       | 1                 |
| Regno Unito       | 1                 |
| Repubblica Ceca   | 1                 |
| Slovacchia        | 68                |
| Stati Uniti       | 10                |
| Svezia            | 8                 |
| Svizzera          | 1                 |

### Classifiche di fine anno
| Classifica (2024) | Posizione |
| ----------------- | --------- |
| Italia            | 71        |
| Portogallo        | 44        |